# Pieve di San Michele Arcangelo (Sant'Angelo in Colle)
La pieve di San Michele Arcangelo è un edificio sacro che si trova a Sant'Angelo in Colle, frazione del comune di Montalcino.
Documentata dal 1212, la chiesa presenta oggi una semplice facciata in pietra con tetto a capanna, portale costruito in travertino e lunghe finestre romaniche. Sul retro è il campanile in pietra e laterizio ricostruito nella metà del XX secolo. 
L'interno è a una sola navata e custodisce alcuni affreschi di scuola senese: uno della prima metà del XIV secolo con la Madonna col Bambino in trono tra i Santi Giovanni Battista, Antonio Abate e Stefano, uno con San Leonardo, della fine del XIV secolo e un altro con la Resurrezione di Cristo (1477). La chiesa conserva anche una Estasi di San Carlo Borromeo di Raffaello Vanni e una Madonna del Rosario con i Santi Caterina d'Alessandria, Anna, Antonio Abate, Bernardino e Carlo Borromeo di Francesco Rustici, databile agli anni venti del Seicento. Dietro l'altare maggiore si trova un Crocifisso ligneo policromato di scultore senese del XVIII secolo.